# Schronisko Dolne w Słupsku Drugie
Schronisko Dolne w Słupsku Drugie lub Schronisko pod Słupskiem II – schronisko na wzgórzu Słupsko na Wyżynie Częstochowskiej będącej częścią Wyżyny Krakowsko-Częstochowskiej. Znajduje się we wsi Kostkowice w województwie śląskim, w powiecie zawierciańskim, w gminie Kroczyce.

## Opis obiektu
Schronisko znajduje się u północnej podstawy skały Góra Słupska I, w lesie od strony Zalewu Dzibice, zwanego też Zalewem Kostkowickim. Ma mniej więcej trójkątny otwór wejściowy o szerokości 3 m i wysokości 70 cm. Znajduje się za nim niska salka o przekroju podobnym do otworu wejściowego i długości 4 m. Ma płaski strop utworzony przez jedną płytę, lewą ścianę również tworzą nasunięte na siebie płyty.
Schronisko powstało w wapieniach z późnej jury, prawdopodobnie na tektonicznym pęknięciu skał. Namulisko jest grube, piaszczyste.

## Historia poznania i dokumentacji
Schronisko jest odwiedzane – świadczy o tym spora ilość śmieci w jego wnętrzu. Zostało wymienione w spisie M. Szelerewicza i A. Górnego w 1986 r. jako Schronisko pod Słupskiem II. Jego dokumentację opracował w 2009 r. J. Zygmunt, na podstawie pomiarów własnych i W. Mazika. Plan schroniska sporządził J. Zygmunt.
Na wzgórzu Słupsko znajdują się jeszcze trzy inne schroniska: Schronisko Dolne w Słupsku Pierwsze, Schronisko Górne w Słupsku, Krzemienny Okap w Słupsku.

## Szlak turystyczny
Zalew Kostkowicki – Słupsko – Kołaczyk – Góra Zborów – Centrum Dziedzictwa Przyrodniczego i Kulturowego Kulturowego Jury – Skały Rzędkowickie – Włodowice

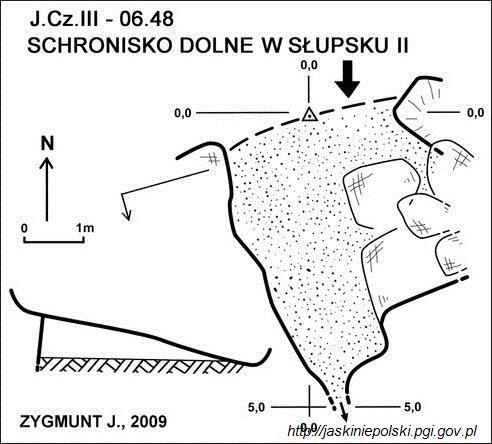